# Sopka (album)
Sopka je sedmnáctým studiovým albem české rockové skupiny Olympic, které vyšlo v roce 2007 ve vydavatelství Best I.A. Jako hosté se na albu objevili: Sugar Blue - foukací harmonika, Vladimír "Boryš" Secký - tenorsaxofon, Jaroslav Halíř - trubka

## Seznam skladeb
| Pořadí | Název              | Délka |
| ------ | ------------------ | ----- |
| 1.     | Sopka              | 5:09  |
| 2.     | To není snadný     | 3:50  |
| 3.     | S tebou            | 3:37  |
| 4.     | Štěstí             | 3:40  |
| 5.     | Paroháč            | 3:32  |
| 6.     | Nymfy              | 3:43  |
| 7.     | Dám se zatknout    | 3:14  |
| 8.     | Vím co nesmím      | 4:00  |
| 9.     | Tak sázej          | 4:16  |
| 10.    | Pár minut          | 4:47  |
| 11.    | Holka z lidu       | 3:04  |
| 12.    | Jdeme lávou        | 3:25  |
| 13.    | Nebezpečná postava |       |

## Obsazení
- Petr Janda – kytara , zpěv
- Milan Broum - baskytara, zpěv (13)
- Jiří Valenta - klávesy
- Milan Peroutka - bicí